# Técnico em edificações

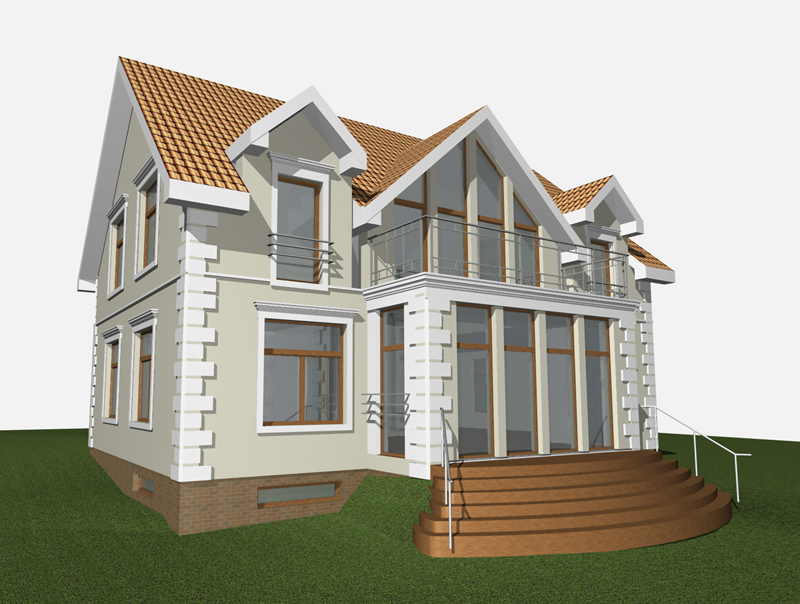
Desenho técnico de uma casa assistido por computador

O técnico em edificações é uma formação no qual se obtém conhecimentos para atuação na área de construção. O profissional elabora projetos de arquitetura e de instalações prediais, tais como: instalações elétricas, hidro-sanitárias, gás, e incêndio por meio da interpretação de normas técnicas e uso de softwares específicos.
Executam detalhamento de desenhos de fundação, de estruturas de concreto armado e metálicas, planejam obras, elaboram orçamentos e cronogramas físico-financeiros, dimensionam equipes de trabalho. Fazem orçamento de materiais e mão-de-obra. Fazem coleta de material para ensaios tecnológicos de laboratório e de campo, analisam resultados e avaliam comportamento dos materiais de construção. O profissional pode atuar em estabelecimentos públicos, privados, terceiro setor, empresas de engenharia e de arquitetura, escritórios de projetos, imobiliárias e construtoras.
O mercado para construção é um mercado em constante necessidade de profissionais habilitados para o desempenho de funções que vão desde apontadores até ao gerenciamento de obras, seja em estabelecimentos públicos ou privados. Nos últimos anos, o mercado do setor tem crescido consideravelmente, assim como os salários e a demanda por profissionais qualificados na área.

## No Brasil
No Brasil, o técnico em edificações é um profissional com formação de nível médio. A profissão de técnico em edificações é regulamentada pela Lei nº 5.524, de 5 de novembro de 1968 e tem suas atribuições conferidas pelo Decreto n.º 90.922, de 6 de fevereiro de 1985. De acordo com o Decreto nº 90.922/85, artigo 3º, as atribuições do técnico em edificações consistem em:
Conduzir a execução técnica dos trabalhos de sua especialidade; * prestar assistência técnica no estudo e desenvolvimento de projetos e pesquisas tecnológicas; * orientar e coordenar e execução dos serviços de manutenção de equipamentos e instalações; * Dar assistência técnica na compra, venda e utilização de produtos e equipamentos especializados; * Responsabilizar-se pela elaboração e execução de projetos compatíveis com a respectiva formação profissional.
A profissão de técnico em edificações só pode ser exercida após registro no Conselho Regional dos Técnicos Industriais.
O curso de técnico em edificações pode ser encontrado nos IFETs, CEFETs, Escolas Técnicas vinculadas a Universidades Federais, como por exemplo, o Instituto Técnico de Ensino Profissionalizante INSTEP 11ELO (São Luis - MA), Colégio Técnico da UFMG, Institutos Federais por todo o Brasil ou nos ETECs no estado de São Paulo. Dentre as entidades particulares, o SENAIs se destaca no cenário nacional.
Executam detalhamento de desenhos de fundação, de estruturas de concreto armado e metálicas, planejam obras, elaboram orçamentos e cronogramas físico-financeiros, dimensionam equipes de trabalho. Fazem orçamento de materiais e mão-de-obra. Fazem coleta de material para ensaios tecnológicos de laboratório e de campo, analisam resultados e avaliam comportamento dos materiais de construção. O profissional pode atuar em instituições públicas, privadas e do terceiro setor, empresas de engenharia e de arquitetura, escritórios de projetos, imobiliárias e construtoras.
O mercado para construção civil é um mercado em constante necessidade de profissionais habilitados para o desempenho de funções que vão desde apontadores até ao gerenciamento de obras, seja em empresas públicas ou privadas. Nos últimos anos, o mercado do setor tem crescido consideravelmente, assim como os salários e a demanda por profissionais qualificados na área.